# Skala twardości Rockwella

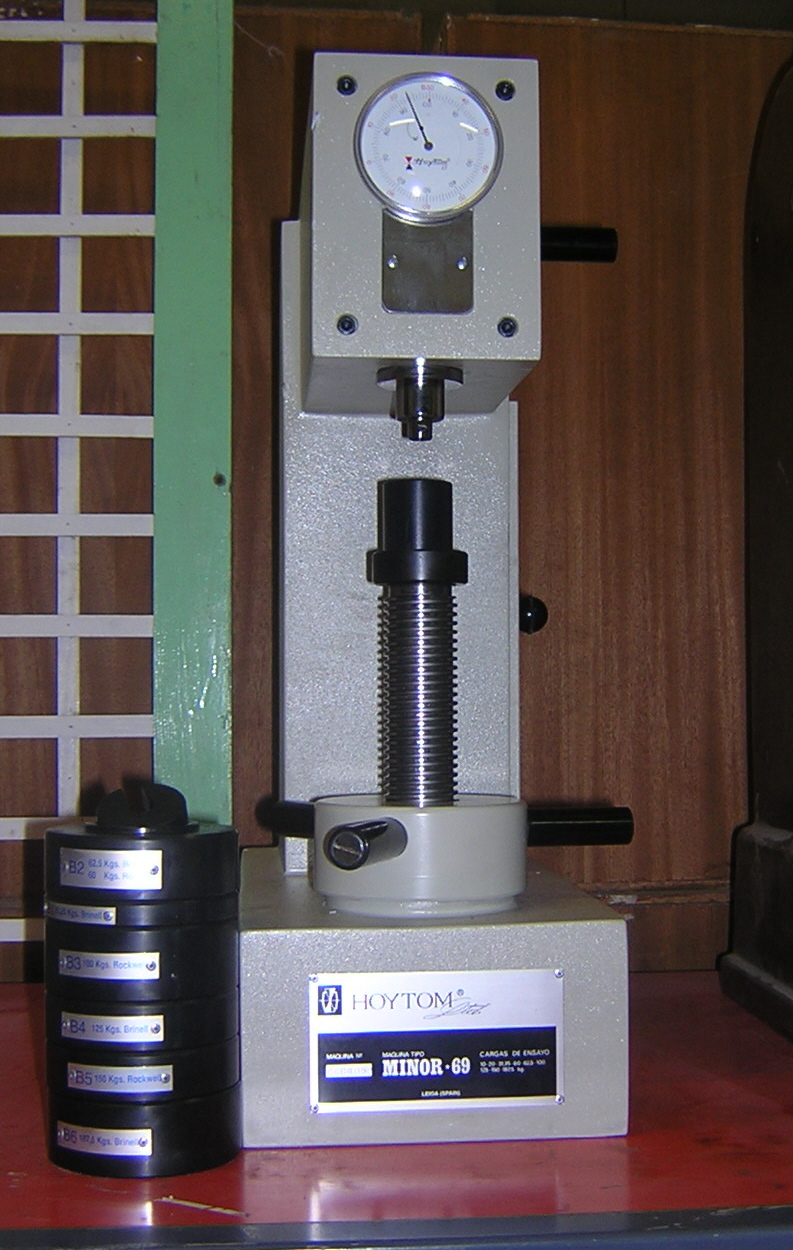
Twardościomierz Rockwella

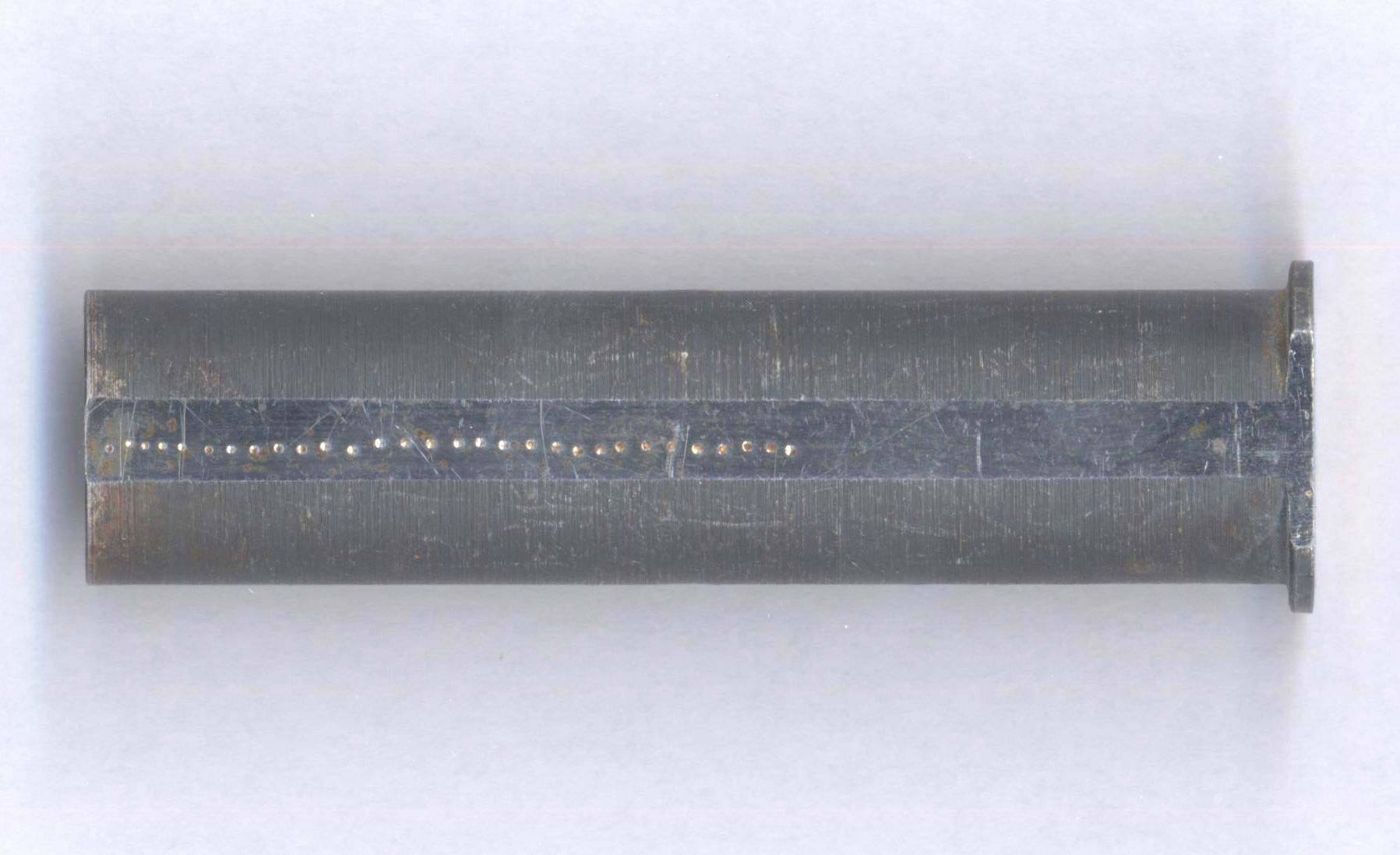
Odciski po pomiarze twardości metodą Rockwella (HRC)

Skala twardości Rockwella – zespół skal dla oznaczania twardości metali, tworzyw sztucznych, ceramiki i węglików spiekanych na podstawie testu dokonanego metodą opartą na pomiarze różnicy zagłębienia wgłębnika przy dwu obciążeniach testowych.
Metoda ta została wynaleziona przez dwóch mieszkańców Connecticut – Hughona M. Rockwella (1890–1957) i Stanleya P. Rockwella (1886–1940) – i opatentowana w 1914 roku. Pierwszą serię markowych twardościomierzy Rockwella wypuściła firma WILSON we współpracy ze Stanleyem P. Rockwellem. Twardościomierze Rockwella pod zastrzeżonym znakiem towarowym „WILSON” są produkowane do dziś przez firmę INSTRON (ITW), która przejęła WILSON-a.
Twardość w skali Rockwella oznacza się HR. Stosowanych jest kilka różnych skal, z których każda przeznaczona jest dla odmiennych stopów metali:
- Skale A i C stosuje się dla stali hartowanych.
- Skale B i F stosuje się dla stali niehartowanych i metali nieżelaznych.
- Skale N i T stosuje się, gdy badana próbka ma niewielkie rozmiary lub jest bardzo cienka.

Przy podawaniu twardości określanej w skali Rockwella w symbolu uwzględnia się metodę, na przykład HRC dla metody C. Zakres skali Rockwella wynosi od 20 dla miękkich stopów do 100 dla stali hartowanej (najtwardsza stal – martenzytyczna – ma twardość nie większą niż 65–70 HRC).

## Przebieg pomiaru
Metoda Rockwella polega na pomiarze głębokości wcisku dokonanego wzorcowym stożkiem diamentowym o kącie wierzchołkowym 120° i promieniu zaokrąglenia 0,2 mm dla skali C, A i N albo stalowej, hartowanej kulki o średnicy 1,5875 mm (1/16″) w metodach B, F i T przy użyciu odpowiedniego nacisku. Metoda ta jest szybka i łatwa w użyciu, gdyż przyrząd jest wyposażony w czujnik wyskalowany bezpośrednio w jednostkach twardości. Próba Rockwella pozostawia na badanym przedmiocie tylko słabo widoczną skazę, dlatego może być używana do kontroli gotowych wyrobów.
Procedurę dokonywania pomiarów metodą Rockwella opisuje Polska Norma PN-EN ISO 6508.

Przebieg pomiaru: faza 1 – obciążenie wstępne F0, ustawienie czujnika; faza 2 – obciążenie robocze FO + F1, przy którym powstaje trwałe odkształcenie; faza 3 – zdjęcie obciążenia roboczego F1, odczyt twardości ze skali czujnika w jednostkach HRB

## Skale i wartości
Istnieje kilka alternatywnych skal, ale najczęściej używane są skale B i C.
| Skala                              | Oznaczenie | Obciążenie | Wgłębnik                                                     | Użycie                             |
| ---------------------------------- | ---------- | ---------- | ------------------------------------------------------------ | ---------------------------------- |
| A                                  | HRA        | 60 kG      | diamentowy stożek* 120°                                      |                                    |
| B                                  | HRB        | 100 kG     | stalowa kulka {\displaystyle {\tfrac {1}{16}}} in (1,588 mm) | aluminium, mosiądz i miękkie stale |
| C                                  | HRC        | 150 kG     | diamentowy stożek 120°                                       | twarde stale                       |
| D                                  | HRD        | 100 kG     | diamentowy stożek 120°                                       |                                    |
| E                                  | HRE        | 100 kG     | stalowa kulka {\displaystyle {\tfrac {1}{8}}} in (3,175 mm)  |                                    |
| F                                  | HRF        | 60 kG      | stalowa kulka {\displaystyle {\tfrac {1}{16}}} in (1,588 mm) |                                    |
| G                                  | HRG        | 150 kG     | stalowa kulka {\displaystyle {\tfrac {1}{16}}} in (1,588 mm) |                                    |
| * nazywany też wgłębnikiem Brale’a |            |            |                                                              |                                    |

- W większości przypadków stalowe kulki zostały zastąpione kulkami, o różnych średnicach, z węgliku wolframu. Przy skalach, w których stosowane są węgliki, do nazwy dodaje się W – na przykład HR30TW zamiast HR30T.

- Odczyty poniżej HRC 20 są uznawane za niewiarygodne, podobnie jak odczyty dużo wyższe niż HRB 100.

### Typowe wartości
- Bardzo twarda stal (np. dłuta, ostrza noży wysokiej jakości): HRC 55–66 (stale szybkotnące i stale narzędziowe, między innymi M2, W2, O1 i D2, jak również wiele nowych stali nierdzewnych wykonanych metodą metalurgii proszków, jak S30V, CPM 154 – proszkowy odpowiednik znanej narzędziowej stali stopowej 154CM (materiały te są często mylone) firmy Crucible Industries Corporation, CPM-M4, ZDP-189 itp.)[3]
- Siekiery: HRC 45-55
- Mosiądz: od HRB 55 (UNS C24000, H01) do HRB 93 (UNS C26000, H10)[4]